# ماتیاس زیندلار

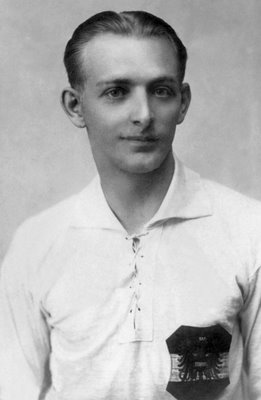
پرتره‌ای از ماتیاس سیندلار

ماتیاس سیندلار (آلمانی: Matthias Sindelar; ۱۰ فوریهٔ ۱۹۰۳ – ۲۳ ژانویهٔ ۱۹۳۹) بازیکن فوتبال اهل اتریش و کاپیتان تیم ملی رؤیایی اتریش ملقب به تیم شگفتی‌ها (Wunderteam) در اوایل دههٔ ۱۹۳۰ میلادی بود. زیندلار را به خاطر تکنیک فوق‌العاده‌اش موتسارت فوتبال و به خاطر قامت ظریفش مرد کاغذی لقب داده بودند. ماتیاس سیندلار توانست به همراه تیم ملی اتریش در جام جهانی ۱۹۳۴، که در خاک ایتالیا برگزار می‌شد، به رده‌بندی صعود کند ولی در برابر آلمانِ نازی تن به شکست داد و تیم رؤیایی اتریش به مقامی بهتر از چهارمی دست نیافت.
از تیم‌هایی که در آن بازی کرده می‌توان به باشگاه فوتبال آستریا وین اشاره کرد. در روز ۲۳ ژانویه ۱۹۳۹، زیندلار و دوست دخترش، به علت گاز گرفتگی (ناشی از گاز کربن مونو اکسید) در آپارتمانی در شهر وین مرده پیدا شدند و اینگونه زندگی یکی از بهترین بازیکنان تاریخ اتریش خاتمه یافت.